# Jorge Amado
Jorge Amado, właśc. Jorge Leal Amado de Faria (ur. 10 sierpnia 1912 w Pirangi, zm. 6 sierpnia 2001 w Salvador da Bahia) – brazylijski pisarz modernistyczny, nazywany ojcem stereotypu, najsłynniejszy dwudziestowieczny brazylijski twórca literatury. Jeden z najbardziej płodnych powieściopisarzy współczesnych. Jego książki przeznaczone dla klas niższych i kolorowych zostały przetłumaczone na siedemdziesiąt języków.

## Życiorys
Jego rodzice mieli plantację kakao w brazylijskim stanie Bahia i wyniesione stamtąd doświadczenia i obserwacje stały się tematami jego wczesnych książek. Opisywał w nich biedę, brutalność życia na prowincji, walkę z naturą i inne przeciwności losu biednych Brazylijczyków. Był wtedy zdeklarowanym marksistą i przeciwnikiem ówczesnego dyktatora Brazylii Getúlio Vargasa. Uczęszczał do szkoły jezuickiej wraz z trzynastoma pracownikami z plantacji. Swoje pierwsze nowele napisał w wieku 12 lat. W wieku piętnastu lat był już reporterem lokalnej gazety. Pracował jako dziennikarz i pisał dla ubogich i uciskanych.
Po czterech latach opublikował pierwszą powieść, jednak nie została ona zauważona. Natomiast druga książka, Kakao, wydana w 1933 i przedstawiająca właścicieli ziemskich jako złych i prostych wieśniaków, prostytutki i uliczników jako lepszych, spowodowała kłopoty z władzami i cenzurę jego książek. Tak przedstawiony konflikt stał się podstawą wielu jego następnych książek i nieustających kłopotów z cenzurą. Z powodu swojego silnego zaangażowania społecznego kilka razy siedział w więzieniu, a kilka tysięcy egzemplarzy jego książek spalono publicznie na głównym placu stolicy stanu São Salvador de Bahia. 
W latach 1948–50 przebywał na emigracji w Paryżu, gdzie poznał również zaangażowanych po stronie marksizmu Pabla Picassa i Jean Paul Sartre'a. W tamtym czasie odwiedził Pragę, Moskwę i Chiny. W ZSRR był popularnym i poczytnym pisarzem. W 1951 przyjął Leninowską Nagrodę Pokoju. 
Po wydarzeniach po śmierci Stalina w 1956 zerwał z komunizmem, w jego książkach przynależność klasowa nie stanowiła już wyznacznika charakteru postaci. Dawną walkę klas zastąpił humor, fantazja, radość życia przesycona erotyką i magią rodzinnej Bahii. 
Jego dwie najpopularniejsze powieści – Gabriela, goździki i cynamon z 1958 i Dona Flor i jej dwóch mężów z 1966 – stały się filmowymi hitami. Amado zasiadał w jury konkursu głównego na 38. MFF w Cannes (1985).
Zmarł w szpitalu w São Salvador de Bahia.
W 2012 został odznaczony pośmiertnie Krzyżem Wielkim brazylijskiego Orderu Zasługi Kulturalnej.

## Twórczość
- O País do Carnaval (1931)
- Cacau[a] (1933) – wyd. pol. Kakao, Czytelnik 1949, tłum. Małgorzata Hołyńska, Eugeniusz Gruda
- Suor (1934)
- Jubiabá (1935) – wyd. pol. Jubiaba, Czytelnik 1950, tłum. Małgorzata Hołyńska, Eugeniusz Gruda
- Mar morto (1936) – wyd. pol. Zamarłe morze, Czytelnik 1951, tłum. Małgorzata Hołyńska, Eugeniusz Gruda
- Capitães da areia (1937)
- A estrada do mar (1938) – wiersze
- ABC de Castro Alves (1941) – wyd. pol. Opowieść o Castro Alvesie, PIW 1957, tłum. Małgorzata Hołyńska, Eugeniusz Gruda
- O cavaleiro da esperança (1942)
- Terras do Sem-Fim (1943) – wyd. pol. Ziemia krwi i przemocy, Czytelnik 1949, tłum. Janina Wrzoskowa
- São Jorge dos Ilhéus (1944) – wyd. pol. Ziemia złotych płodów, Czytelnik 1950, tłum. Janina Wrzoskowa
- Bahia de Todos os Santos (1944)
- Seara vermelha (1946) – wyd. pol. Drogi głodu, Czytelnik 1950, tłum. Małgorzata Hołyńska, Eugeniusz Gruda
- O amor do soldado (1944)
- O mundo da paz (1951)
- Os subterrâneos da liberdade (1954) – wyd. pol. Podziemia wolności, Czytelnik 1953, tłum. Małgorzata Hołyńska, Eugeniusz Gruda
- Gabriela, cravo e canela (1958) – wyd. pol. Gabriela, Książka i Wiedza 1968, tłum. Janina Wrzoskowa lub Gabriela, cynamon i goździki, Filia 2015, tłum. to samo
- A morte e a morte de Quincas Berro d'Água (1959)
- Os velhos marinheiros ou o capitão de longo curso (1961) – wyd. pol. Starzy marynarze • Dwie historie z wybrzeża bahijskiego, Książka i Wiedza 1972, tłum. Janina Wrzoskowa, Eugeniusz Gruda
- Os pastores da noite (1964) – wyd. pol. Pasterze nocy, Książka i Wiedza 1975, tłum. Janina Wrzoskowa
- O Compadre de Ogum (1964)
- Dona Flor e Seus Dois Maridos (1966) – wyd. pol. Dona Flor i jej dwóch mężów, Wydawnictwo Literackie 1993, tłum. Alina Lenczewska
- Tenda dos milagres (1969)
- Teresa Batista cansada de guerra (1972) – wyd. pol. Tereza Batista wojowaniem zmęczona, Wydawnictwo Literackie 1989, tłum. Elżbieta Reis
- O gato Malhado e a andorinha Sinhá (1976)
- Tieta do Agreste (1977)
- Farda, fardão, camisola de dormir (1979)
- Do recente milagre dos pássaros (1979)
- O menino grapiúna (1981)
- A bola e o goleiro (1984)
- Tocaia grande (1984)
- O sumiço da santa (1988)
- Navegação de cabotagem (1992)
- A descoberta da América pelos turcos (1994)
- O milagre dos pássaros (1997)
- Hora da Guerra (2008)